# ラヴ・パレード (ORANGE RANGEの曲)
「ラヴ・パレード」とは、日本のバンド、ORANGE RANGEの通算10枚目のシングルで、同シングルの表題曲である。表題曲は、東宝配給映画『電車男』の主題歌というタイアップ曲。

## チャート成績
オリコンチャートにおいて、週間ランキング1位（2週連続）、登場回数20週、2005年度年間ランキング8位を記録した。

## 収録曲
- 全曲、作詞・作曲:ORANGE RANGE

1. ラヴ・パレード (5:56)
2. 沖葉原イナー0-721

## 収録アルバム
スタジオ・アルバム
- 『ИATURAL』 (#1)

ベスト・アルバム
- 『RANGE』 (#1)
- 『裏 SHOPPING』 (#2)
- 『ALL the SINGLES』 (#1)

リミックス・アルバム
- 『Squeezed』 (#1)

「NEWDEAL REMIX」という副題がついた、HITOSHI OHISHIによるリミックス版。